# Molí de Cal Pallot
Molí de Cal Pallot és un molí del municipi de Puig-reig (Berguedà) inclòs en l'Inventari del Patrimoni Arquitectònic de Catalunya.

## Descripció
Les restes del molí fariner de Cal Pallot són visibles entre la brossa i l'arbrat, al peu de la riera de Merlès. Del molí només es conserva una part del casal, tot i que mig colgat per la brossa. Es tracta d'una construcció de planta quadrada que encara conserva part de la volta apuntada que el cobria i que el separava del pis superior del qual no se'n conserva cap vestigi.
Els murs són fets amb carreus de mides considerables, ben tallats i polits, i col·locats a trencajunt. La porta d'accés és a migdia i és formada per un arc amb grans dovelles que dibuixen mig punt. Aquest casal té, a la part superior, l'obertura per on el mecanisme accionava les moles (probablement colgades sota la runa) i movia el rodet.

## Història
El lloc, juntament amb l'església i la casa, era conegut fins a l'època moderna amb el nom de Gamissans. Al segle X és documentat com un dels límits d'un important alou que fou cedit al Monestir de Santa Maria de Ripoll, i l'Església de Sant Andreu de Gamissans surt en el llistat de parròquies del bisbat d'Urgell de l'any 1312-1314. Del molí no es conserva cap notícia documental però per les restes trobades cal pensar que és una construcció de finals del segle xiii o més probablement del segle xiv.